# Jesper Hansen (atirador esportivo)
Jesper Hansen (Bjergsted, 19 de novembro de 1980) é um atirador esportivo dinamarquês, medalhista olímpico.

## Carreira
Hansen participou dos Jogos Olímpicos de Verão de 2020 em Tóquio, onde participou da prova de skeet masculino, conquistando a medalha de prata após totalizar 55 pontos.